# Mattenbachfall
Mattenbachfall (även känt som Mattenbachfallen) i Lauterbrunnendalen i  kantonen Bern (Schweiz) bildar en kaskad av flera vattenfall med en total höjd av 840 meter. Under mätningar sommaren 2020 av italienska kanyonklättrare fastställdes att fallets höjd är 930 meter. I alla fall är Mattenbach det högsta vattenfallet i Centraleuropa eller hela Europa, (i Norge når Vinnufossen och Balåifossen höjder på 860 respektive 850 meter), men definitivt det högsta vattenfallet i Schweiz.
Mattenbachfall faller nedför den östra sidan av Lauterbrunnendalen nära byn Matte från Stechelberg över Jungfraus västra sidor (4158 m). Bergsbestigarna har räknat fyra stora och flera små steg.
Mattenbach är en liten, kort bäck som rinner in i Weisse Lütschine från höger (österut) på cirka 885 meter, nära Stechelberg. Den är bara cirka 2700 meter lång, men faller cirka 2 450 meter. Vattnet i det 1,49 kvadratkilometer stora avrinningsområdet kommer huvudsakligen från Silberhornglaciären. Den nedre kanten av det lilla isfältet på Unterer Silberhornglaciären är cirka 2 900 meter. Den cirka 850 meter långa Silberhornglaciären börjar ett steg högre och sträcker sig upp till grottan mellan Silberhorn (3 690 meter), Goldenhorn (3 640 meter) – alla topparna i Jungfrau. I norr åtföljs Mattenbach av Schwarzmönch (2 648 m).
Mängden vatten är starkt beroende av snösmältning och nederbörd. Under torra sensomrar kan bäcken torka upp. I fallets översta område rinner en sidobäck in från höger.
Precis som i hela Lauterbrunnendalen finns det andra imponerande vattenfall i Mattenbachs omedelbara närhet. Lite söderut faller Staldenbach över klippan, strax norr om Wydeweibach. På andra sidan dalen ligger Sefinenfallet. Cirka tre kilometer norrut, på norra sidan av Schwarzmönch, ligger de välkända Trümmelbachfälle med ett tiotal underjordiska trappsteg över 140 meter.